# A Arte da Guerra
A Arte da Guerra (em chinês:  孫子兵法, transl. Método Militar de Sun Tzu) é um antigo tratado militar chinês que data do fim do período das Primaveras e Outonos (aproximadamente século V a.C.). A obra, que é atribuída ao antigo estrategista militar chinês Sun Tzu ("Mestre Sun"), é composta por treze capítulos. Cada um é dedicado a um conjunto diferente de habilidades ou arte relacionadas à guerra e como isso se aplica à estratégia e tática militar. Por quase mil e quinhentos anos, foi o texto principal de uma antologia que foi formalizada como os Sete Clássicos Militares do Imperador Shenzong de Song em 1080. A Arte da Guerra continua sendo o texto de estratégia mais influente na guerra do Leste Asiático e influenciou o pensamento militar do Extremo Oriente e do Ocidente, táticas de negócios, estratégia legal, política, esportes, estilos de vida e além.
O livro contém uma explicação detalhada e análise das forças armadas chinesas do século V a.C. de armas, condições ambientais e estratégia para classificação e disciplina. Sun Tzu também enfatizou a importância dos agentes de inteligência e espionagem para o esforço de guerra. Considerado um dos melhores estrategistas e analistas militares da história, seus ensinamentos e estratégias formaram a base do treinamento militar avançado por milênios.
O livro foi traduzido para o francês e publicado em 1772 (reeditado em 1782) pelo jesuíta francês Jean Joseph Marie Amiot. Uma tradução parcial para o inglês foi tentada pelo oficial britânico Everard Ferguson Calthrop em 1905 sob o título The Book of War (O Livro da Guerra). A primeira tradução em inglês anotada foi concluída e publicada por Lionel Giles em 1910. Líderes militares e políticos, como o revolucionário comunista chinês Mao Tsé-Tung, o daimyō japonês Takeda Shingen, o general vietnamita Võ Nguyên Giáp e os generais americanos Douglas MacArthur e Norman Schwarzkopf Jr. são todos citados como tendo se inspirado no livro.

## História

### Texto e comentários
A Arte da Guerra é tradicionalmente atribuída a um antigo general militar chinês conhecido como Sun Tzu (agora romanizado "Sunzi"), que significa "Mestre Sun". Diz-se tradicionalmente que Sun Tzu viveu no século VI a.C., mas as primeiras partes de A Arte da Guerra provavelmente datam de, pelo menos, cem anos depois.
Os Registros do Grande Historiador de Sima Qian, a primeira das 24 histórias dinásticas da China, registra uma antiga tradição chinesa de que um texto sobre assuntos militares foi escrito por um "Sun Wu" (孫武), do Estado de Qi, e que esse texto tinha sido lido e estudado pelo rei Helü de Wu. Esse texto foi tradicionalmente identificado com A Arte da Guerra do Mestre Sun. A visão convencional era que Sun Wu era um teórico militar do fim do período das Primaveras e Outonos (776–471 a.C.) que fugiu do seu estado natal de Qi para o reino de Wu, no sudeste, onde se diz ter impressionado o rei com a sua capacidade de treinar rapidamente até mulheres da corte em disciplina militar e ter tornado os exércitos de Wu poderosos o suficiente para desafiar os seus rivais ocidentais no estado de Chu. Essa visão ainda é amplamente difundida na China.
O estrategista, poeta e senhor da guerra Cao Cao, no início do século III d.C., foi o autor do mais antigo comentário conhecido à Arte da Guerra. O prefácio de Cao deixa claro que ele editou o texto e removeu certas passagens, mas a extensão das suas mudanças não era historicamente clara. A Arte da Guerra aparece em todos os catálogos bibliográficos das histórias dinásticas chinesas, mas as listas das suas divisões e tamanho variaram muito.

### Autoria
A partir do século XII, alguns estudiosos chineses começaram a duvidar da existência histórica de Sun Tzu, principalmente porque ele não é mencionado no clássico histórico O Comentário de Zuo (Zuo Zhuan), que menciona a maioria das figuras notáveis do período das Primaveras e Outonos. O nome "Sun Wu" (孫武) não aparece em nenhum texto anterior aos Registros do Grande Historiador e tem sido suspeito de ser um cognome descritivo inventado que significa "o guerreiro fugitivo", glosando o sobrenome "Sun" como o termo relacionado "fugitivo" (xùn 遜), enquanto "Wu" é a antiga virtude chinesa de "marcial, valente" (wǔ 武), que corresponde ao papel de Sunzi como doppelgänger do herói na história de Wu Zixu. No início do século XX, o escritor e reformador chinês Liang Qichao teorizou que o texto foi realmente escrito no século IV a.C. pelo suposto descendente de Sun Tzu, Sun Bin, como várias fontes históricas mencionam um tratado militar que ele escreveu. Ao contrário de Sun Wu, Sun Bin parece ter sido uma pessoa real que era uma autoridade genuína em assuntos militares e pode ter sido a inspiração para a criação da figura histórica "Sun Tzu" através de uma forma de evemerismo.
Em 1972, os deslizamentos de Yinqueshan Han foram descobertos em dois túmulos da dinastia Han (206 a.C. – 220 d.C.) perto da cidade de Linyi na província de Xantum. Entre os muitos escritos de bambu contidos nos túmulos, que foram selados entre 134 e 118 a.C., respectivamente, havia dois textos separados, um atribuído a "Sun Tzu", correspondente ao texto recebido, e outro atribuído a Sun Bin, que explica e expande o anterior A Arte da Guerra de Sunzi. O material do texto Sun Bin sobrepõe-se à grande parte do texto "Sun Tzu", e os dois podem ser "uma única tradição intelectual em desenvolvimento contínuo unida sob o nome Sun". Essa descoberta mostrou que grande parte da confusão histórica deveu-se ao fato de que havia dois textos que poderiam ter sido referidos como "Arte da Guerra do Mestre Sun", e não um. O conteúdo do texto anterior é cerca de um terço dos capítulos do moderno A Arte da Guerra, e o seu texto combina muito de perto. Agora é geralmente aceito que o mais antigo A Arte da Guerra foi concluído em algum momento entre 500 e 430 a.C.

## Capítulos
A Arte da Guerra está dividida em 13 capítulos (ou piān); a coleção é referida como sendo um zhuàn ("todo" ou alternativamente "crônica").
| Capítulo | Título                                                | Conteúdo |
| -------- | ----------------------------------------------------- | --- |
| I        | Planejamento Bélico (em chinês: 始計第一)             | Explora os cinco fatores fundamentais (o Caminho, estações, terreno, liderança e gestão) e sete elementos que determinam os resultados dos combates militares. Ao pensar, avaliar e comparar esses pontos, um comandante pode calcular as suas chances de vitória. O desvio habitual desses cálculos garantirá a falha por meio de ação imprópria. O texto enfatiza que a guerra é um assunto muito grave para o Estado e não deve ser iniciada sem a devida consideração. |
| II       | Empreendendo a Guerra (em chinês: 作戰第二)           | Explica como entender a economia da guerra e como o sucesso requer a conquista rápida de compromissos decisivos. Esta seção aconselha que campanhas militares bem-sucedidas exigem a limitação do custo da competição e do conflito. |
| III      | Vencer antes de Lutar (em chinês: 謀攻第三)           | Define a fonte de força como unidade, não tamanho, e discute os cinco fatores que são necessários para ter sucesso em qualquer guerra. Em ordem de importância, esses fatores críticos são: Ataque, Estratégia, Alianças, Exército e Cidades. |
| IV       | Disposições das Tropas (em chinês: 軍形第四)          | Explica a importância de defender as posições existentes até que um comandante seja capaz de avançar dessas posições em segurança. Ensina aos comandantes a importância de reconhecer as oportunidades estratégicas e ensina a não criar oportunidades para o inimigo. |
| V        | Forças Normais e Extraordinárias (em chinês: 兵勢第五 | Explica o uso da criatividade e do tempo na construção do impulso de um exército. |
| VI       | Ação Ofensiva (em chinês: 虛實第六)                   | Explica como as oportunidades de um exército vêm das aberturas no ambiente causadas pela relativa fraqueza do inimigo e como responder às mudanças no campo de batalha fluido sobre uma determinada área. |
| VII      | Manobras Estratégicas (em chinês: 軍爭第七)           | Explica os perigos do conflito direto e como vencer esses confrontos quando são forçados ao comandante. |
| VIII     | Nove Circunstâncias (em chinês: 九變第八)             | Concentra-se na necessidade de flexibilidade nas respostas de um exército. Ele explica como responder a mudanças de circunstâncias com sucesso. |
| IX       | Marchas e Topografia (em chinês: 行軍第九)            | Descreve as diferentes situações em que um exército encontra-se ao mover-se por novos territórios inimigos e como responder a essas situações. Grande parte desta seção concentra-se na avaliação das intenções dos outros. |
| X        | Características do Terreno (em chinês: 地形第十)      | Examina as três áreas gerais de resistência (distância, perigos e barreiras) e os seis tipos de posições no solo que surgem delas. Cada uma dessas seis posições de campo oferece certas vantagens e desvantagens. |
| XI       | Territórios de Luta (em chinês: 九地第十一)           | Descreve as nove situações (ou estágios) comuns em uma campanha, de disperso a mortal, e o foco específico que um comandante precisará para navegar com sucesso por elas. |
| XII      | Recursos Pirotécnicos (em chinês: 火攻第十二)         | Explica o uso geral de armas e o uso específico do ambiente como arma. Esta seção examina os cinco alvos de ataque, os cinco tipos de ataque ambiental e as respostas apropriadas a tais ataques. |
| XIII     | Agentes Secretos (em chinês: 用間第十三)              | Enfoca a importância de desenvolver boas fontes de informação e especifica os cinco tipos de fontes de inteligência e como melhor gerenciar cada uma delas. |

## Influência cultural

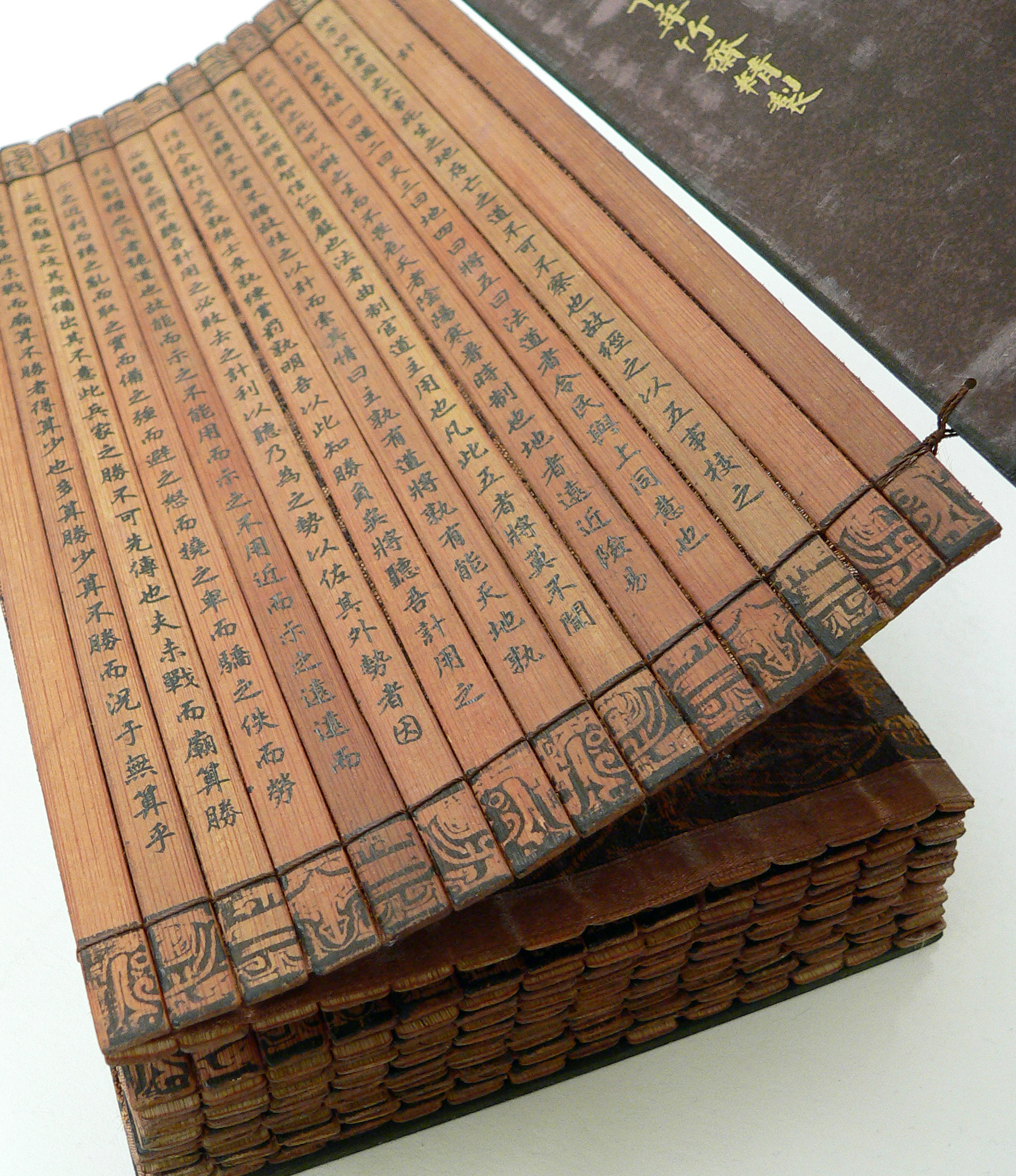
O início de A Arte da Guerra em um livro clássico de bambu do reinado do Imperador Qianlong

### Aplicações militares e de inteligência
Em todo o leste da Ásia, A Arte da Guerra fazia parte do programa para potenciais candidatos a exames de serviço militar.
Durante o período Sengoku (c. 1467–1568), diz-se que o daimyō japonês Takeda Shingen (1521–1573) tornou-se quase invencível em todas as batalhas sem depender de armas, porque estudou A Arte da Guerra. O livro até lhe deu a inspiração para seu famoso padrão de batalha "Fūrinkazan" (Vento, Floresta, Fogo e Montanha), que significa rápido como o vento, silencioso como uma floresta, feroz como o fogo e imóvel como uma montanha.
O tradutor Samuel B. Griffith oferece um capítulo sobre "Sun Tzu e Mao Tse-Tung", onde A Arte da Guerra é citado como influenciador de Sobre a Guerra de Guerrilha, Sobre a Guerra Prolongada e Problemas Estratégicos da Guerra Revolucionária da China de Mao, e inclui uma citação do mesmo: "Não devemos menosprezar o ditado no livro de Sun Wu Tzu, o grande especialista militar da China antiga: 'Conheça seu inimigo e conheça a si mesmo e poderá lutar mil batalhas sem desastre.'"
Durante a Guerra do Vietnã, alguns oficiais vietcongues estudaram extensivamente A Arte da Guerra e supostamente podiam recitar passagens inteiras de memória. O general Võ Nguyên Giáp implementou com sucesso as táticas descritas em A Arte da Guerra durante a Batalha de Dien Bien Phu, encerrando o grande envolvimento francês na Indochina e levando aos acordos que dividiram o Vietnã em Norte e Sul. O general Võ, mais tarde o principal comandante militar do PVA na Guerra do Vietnã, foi um ávido estudante e praticante das ideias de Sun Tzu. A derrota da América lá, mais do que qualquer outro evento, trouxe Sun Tzu à atenção dos líderes da teoria militar dos Estados Unidos.
O Departamento do Exército dos Estados Unidos, por meio de seu Colégio de Comando e Estado-Maior, lista A Arte da Guerra como um exemplo de livro que pode ser mantido na biblioteca de uma unidade militar.
A Arte da Guerra está listada no Programa de Leitura Profissional do Corpo de Fuzileiros Navais (anteriormente conhecido como Lista de Leitura do Comandante). É leitura recomendada para todo o pessoal da Inteligência Militar dos Estados Unidos.
A Arte da Guerra é usada como material de instrução na Academia Militar dos Estados Unidos em West Point, no curso Estratégia Militar (470), e também é leitura recomendada para cadetes da Royal Military Academy, Sandhurst. Alguns líderes militares notáveis afirmaram o seguinte sobre Sun Tzu e A Arte da Guerra:
"Eu sempre mantive uma cópia de A Arte da Guerra na minha mesa." – General Douglas MacArthur, General 5 Estrelas e Comandante Supremo das Forças Aliadas.
"Li A Arte da Guerra de Sun Tzu. Ele continua a influenciar soldados e políticos." – General Colin Powell, Presidente do Estado-Maior Conjunto, Conselheiro de Segurança Nacional e Secretário de Estado
Segundo alguns autores, a estratégia de engano de A Arte da Guerra foi estudada e amplamente utilizada pela KGB: "Eu forçarei o inimigo a tomar nossa força por fraqueza, e nossa fraqueza por força, e assim transformarei sua força em fraqueza". O livro é amplamente citado por oficiais da KGB encarregados de operações de desinformação no romance Le Montage, de Vladimir Volkoff.

### Aplicação fora das forças armadas
A Arte da Guerra tem sido aplicada a muitos campos fora das forças armadas. Grande parte do texto é sobre como ser mais esperto que o oponente sem realmente ter que se envolver em uma batalha física. Como tal, encontrou aplicação como guia de treinamento para muitos empreendimentos competitivos que não envolvem combate real.
A Arte da Guerra é mencionada como uma influência na mais antiga coleção de histórias chinesas conhecidas sobre fraudes (principalmente no domínio do comércio), O Livro das Fraudes (Du pian xin shu, 杜騙新書, c. 1617), de Zhang Yingyu, que data do final da dinastia Ming.
Muitos livros de negócios aplicaram as lições tiradas do livro à política de escritório e à estratégia de negócios corporativos. Muitas empresas japonesas tornam o livro leitura obrigatória para seus principais executivos. O livro também é popular entre os círculos empresariais ocidentais, citando seus valores utilitários em relação às práticas de gestão. Muitos empresários e executivos de empresas recorreram a ele em busca de inspiração e conselhos sobre como ter sucesso em situações de negócios competitivas. O livro também foi aplicado ao campo da educação.
A Arte da Guerra tem sido tema de livros jurídicos e artigos jurídicos sobre o processo de julgamento, incluindo táticas de negociação e estratégia de julgamento.
O livro As 48 Leis do Poder de Robert Greene emprega filosofias abordadas em A Arte da Guerra.
A Arte da Guerra também foi aplicada nos esportes. O técnico da National Football League, Bill Belichick, recordista do maior número de vitórias do Super Bowl na história, declarou em várias ocasiões sua admiração por A Arte da Guerra. O técnico brasileiro Luiz Felipe Scolari usou ativamente A Arte da Guerra para a bem-sucedida campanha do Brasil na Copa do Mundo de 2002. Durante o torneio, Scolari colocou passagens de A Arte da Guerra debaixo das portas de seus jogadores durante a noite.

### Filme e televisão
A Arte da Guerra e Sun Tzu têm sido referenciados e citados em muitos filmes e programas de televisão, incluindo Wall Street, de 1987, Gordon Gekko (Michael Douglas) frequentemente faz referência a ele O 20.º filme de James Bond, Die Another Day (2002), também faz referência à Arte da Guerra como o guia espiritual compartilhado pelo Coronel Moon e seu pai. e em The Sopranos. Na 3.ª temporada, episódio 8 ("Ele Ressuscitou"), Dr. Melfi sugere a Tony Soprano que ele leia o livro.
The Art of War é um filme de espionagem de ação de 2000 dirigido por Christian Duguay e estrelado por Wesley Snipes, Michael Biehn, Anne Archer e Donald Sutherland.

## Traduções notáveis

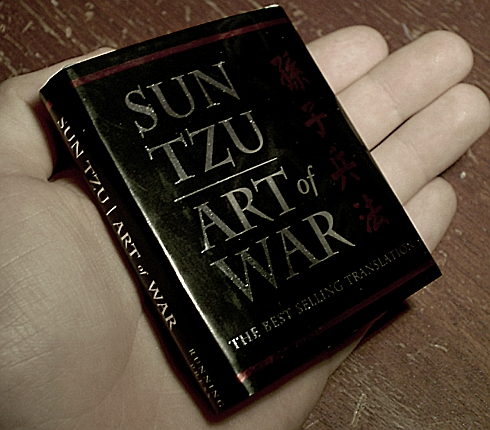
Edição em miniatura da Running Press da tradução de Ralph D. Sawyer de 1994, impressa em 2003

- Sun Tzu on the Art of War. Traduzido por Lionel Giles. Londres: Luzac and Company. 1910
- The Art of War. Traduzido por Samuel B. Griffith. Oxford: Oxford University Press. 1963. ISBN 978-0-19-501476-1 Parte da Coleção de Obras Representativas da UNESCO.
- Sun Tzu, The Art of War. Traduzido por Thomas Cleary. Boston: Shambhala Dragon Editions. 1988. ISBN 978-0877734529
- The Art of Warfare. Traduzido por Roger Ames. [S.l.]: Random House. 1993. ISBN 978-0-345-36239-1
- The Art of War. Traduzido por John Minford. Nova Iorque: Viking. 2002. ISBN 978-0-670-03156-6
- The Art of War: Sunzi's Military Methods. Traduzido por Victor H. Mair. Nova Iorque: Columbia University Press. 2007. ISBN 978-0-231-13382-1
- The Art of War. Traduzido por Peter Harris. [S.l.]: Everyman's Library. 2018. ISBN 978-1101908006
- The Science of War: Sun Tzu's Art of War re-translated and re-considered. Traduzido por Christopher MacDonald. Hong Kong: Earnshaw Books. 2018. ISBN 978-988-8422-69-2
- The Art of War. Traduzido por Michael Nylan. [S.l.]: W.W. Norton & Company, Inc. 2020. ISBN 9781324004899
- The Art of War. Traduzido por Thomas Huynh. [S.l.]: Skylight Paths Publishing. 2008. ISBN 9781594732447